# 강기영
강기영(姜基榮, 1983년 10월 14일 ~ )은 대한민국의 배우이다.

## 학력
- 수원대학교 연극영화학과

## 출연작

### 드라마
| 연도                                | 제목                                        | 역할                 | 비고 |
| ----------------------------------- | ------------------------------------------- | -------------------- | ---- |
| 2012                                | 주말연속극 《넝쿨째 굴러온 당신》           | 차세광과 윤범의 친구 |      |
| 2012                                | 드라마스페셜 《유령》                       | 부검의 역            |      |
| 2014                                | 월화드라마 《고교처세왕》                   | 조덕환               |      |
| 2014                                | 일요드라마 《리셋》                         | 의무과장             |      |
| 2014                                | 일요드라마 《삼총사》                       | 바랑                 |      |
| 2014                                | 수요드라마 《사랑 주파수 37.2》             |                      |      |
| 2015                                | 월화드라마 《빛나거나 미치거나》            | 왕풍                 |      |
| 2015                                | 금토드라마 《오 나의 귀신님》               | 허민수               |      |
| 2015                                | 월화드라마 《육룡이 나르샤》                | 이방원 시종          |      |
| 2016                                | 월화드라마 《육룡이 나르샤》                | 이방원 시종          |      |
| 2부작 특집극 《퍽》                 | 광운대에이스                                |                      |      |
| 드라마스페셜 《돌아와요 아저씨》    | 제갈 길                                     |                      |      |
| 월화드라마 《싸우자귀신아》         | 최천상                                      |                      |      |
| 수목드라마 《W》                    | 강석범                                      |                      |      |
| 수목드라마 《역도요정 김복주》      | 김대호                                      |                      |      |
| 수목드라마 《역도요정 김복주》      | 김대호                                      | 2017                 |      |
| 《세가지색 판타지 - 생동성 연애》   | 조지섭                                      |                      |      |
| 토일드라마 《터널》                 | 송민하                                      |                      |      |
| 수목드라마 《7일의 왕비》           | 조광오                                      |                      |      |
| 드라마스페셜 《당신이 잠든 사이에》 | 강대희                                      |                      |      |
| 수목드라마 《로봇이 아니야》        | 황유철                                      |                      |      |
| 수목드라마 《로봇이 아니야》        | 황유철                                      | 2018                 |      |
| 수목드라마 《김비서가 왜 그럴까》   | 박유식                                      |                      |      |
| 수목드라마 《아는 와이프》          | 박유식                                      | 특별출연             |      |
| 수목드라마 《내 뒤에 테리우스》     | 김상렬                                      |                      |      |
| 2019                                | 월화드라마 《열여덟의 순간》                | 오한결               |      |
| 2022                                | 수목드라마 《이상한 변호사 우영우》         | 정명석               |      |
| 2023                                | 토일드라마 《경이로운 소문 2: 카운터 펀치》 | 황필광               |      |
| 2024                                | 수목드라마 《끝내주는 해결사》              | 동기준               |      |
| 2025                                | 금토드라마 《메리 킬즈 피플》               | 최대현               |      |

### 영화
- 2013년 영화 《잉투기》 ... 볼케이노멤버, 간석오거리 구경꾼들 역
- 2017년 영화 《아빠는 딸》 ... 주장원 대리 역
- 2017년 영화 《특별시민》 ... 핸드폰 AS기사 역
- 2018년 영화 《퍼즐》 ... 최용구 역
- 2018년 영화 《너의 결혼식》 ... 옥근남 역
- 2018년 영화 《상류사회》 ... 정훈 역
- 2019년 영화 《엑시트》 ... 구진만 점장 역
- 2019년 영화 《가장 보통의 연애》 ... 최병철 역
- 2021년 영화 《자산어보》 ... 이강회 역
- 2023년 영화 《교섭》 ... 이봉한 (카심) 역
- 2023년 영화 《3일의 휴가》 ... 가이드 역

### 예능
| 연도 | 제목                           | 역할   | 날짜              | 비고        |
| ---- | ------------------------------ | ------ | ----------------- | ----------- |
| 2018 | 《해피투게더 시즌3》           | 게스트 | 08. 09.           | 549회       |
| 2018 | 《미추리 8-1000》              |        | 11. 16. ~ 12. 21. |             |
| 2019 | 《미추리 8-1000 시즌2》        |        | 02. 15. ~ 03. 22. |             |
| 2019 | 《정글의 법칙 in 태즈먼》      | 게스트 | 04. 06. ~ 05. 04. | 41기        |
| 2019 | 《황금어장 라디오스타》        | 게스트 | 04. 24.           | 614회       |
| 2019 | 《냉장고를 부탁해》            | 게스트 | 09. 16. ~ 09. 23. | 244 ~ 245회 |
| 2019 | 《맛있는 녀석들》              | 게스트 | 09. 27.           | 240회       |
| 2020 | 《RUN》                        |        |                   |             |
| 2021 | 《개취존중 여행배틀 - 펫키지》 |        |                   |             |
| 2023 | 《유 퀴즈 온 더 블럭》         | 게스트 | 07.12.            | 202회       |

### 광고
- 2009년 KTF SHOW 티머니 택시편
- 2010년 동아제약 박카스 연인 편 / 기부 편
- 2010년 신한금융그룹 기부편 (with 유재석 등)
- 2010년 OK! SK '당신이 행복입니다' 친구 편
- 2015년 이사만루 풀카운트
- 2019년 CJ제일제당 비비고 김치 (with 박서준 등)
- 2019년 삼성생명 8NUMBERS 八字편
- 2019년 엔씨소프트 리니지2 펫 (with 박진주 등) 업데이트편
- 2021년 롯데칠성음료 칠성사이다 (with 이준기, 박민영, 박은빈, 송강)
- 2022년 SC제일은행 - 체크
- 2022년 버거스올마이티
- 2022년 부광약품 시린메드
- 2022년 티머니onda
- 2022년 Hy (기업) 쿠퍼스

### 공연
- 《나쁜자석 - 앵콜》 (2009년)
- 《그남자 그여자 - 대학로》 (2010년) - 영민 역
- 《드레싱》 (2013년) - 남자 역
- 《퍼즐》 (2013년) - 피터 역

## 홍보대사
- 2016년 제10회 그린리본 마라톤대회 홍보대사

## 수상 및 후보
| 연도 | 시상식                                         | 부문                      | 작품                 | 결과 |
| ---- | ---------------------------------------------- | ------------------------- | -------------------- | ---- |
| 2018 | MBC 연기대상                                   | 수목미니시리즈부문 조연상 | 내 뒤에 테리우스     | 수상 |
| 2019 | 제14회 숨피 어워즈                             | 최우수조연상 남자부문     | 김비서가 왜 그럴까   | 수상 |
| 2019 | 제28회 부일영화상                              | 남우조연상                | 엑시트               | 후보 |
| 2019 | 제12회 코리아 드라마 어워즈                    | 남자 우수연기상           | 열여덟의 순간        | 수상 |
| 2019 | 제40회 청룡영화상                              | 남우조연상                | 가장 보통의 연애     | 후보 |
| 2019 | 제8회 대한민국 베스트 스타상(한국영화배우협회) | 베스트 조연상             | 엑시트               | 수상 |
| 2020 | 제56회 대종상                                  | 남우조연상                | 가장 보통의 연애     | 후보 |
| 2020 | 제25회 춘사영화제                              | 남우조연상                | 가장 보통의 연애     | 후보 |
| 2023 | 제59회 백상예술대상                            | TV부문 남자 조연상        | 이상한 변호사 우영우 | 후보 |
| 2023 | 제59회 백상예술대상                            | 영화부문 남자 조연상      | 교섭                 | 후보 |
| 2023 | 제32회 부일영화상                              | 남우조연상                | 교섭                 | 후보 |
| 2023 | 제59회 대종상                                  | 남우조연상                | 교섭                 | 후보 |